# 仙公廟駅
仙公廟駅（せんこうびょうえき）は台湾台北市古亭区（現在の中正区）にあった台北鉄道萬華-新店線（台湾鉄路管理局新店線の前身）の廃駅。
現在の汀州路三段と辛亥路一段が交差する地点にある聖霊寺の別名「林口仙公廟」に由来する。終戦直後に廃止され現存しない。

## 駅周辺
- 聖霊寺（中国語版）
- 水源大楼（中国語版）
- 台北捷運台電大楼駅
- 台北市立蛍橋国民中学 - 汀州路に面する校門側に枕木風の柵や新店線の沿革を記した学校の銘板がある[2][3]。
- 台電大楼（台湾電力ビル）

## 歴史
- 1936年（昭和11）11月26日 - 台北市水道町に開業[4]。
- 1945年 - 終戦直後に廃止[5]。

## 隣の駅
台北鉄道
新店線（廃止）
（古亭駅） - 仙公廟駅 - 水源地駅